# Kolos s otoka Roda
Prema nekom suvremeniku navodno je na bogatom otoku Rodosu bilo 3000 kipova, od toga ih je stotinu bilo iznimne veličine.
Tu se nalazio i najznamenitiji kip, divovski Kolos s Rodosa, skulptura sunčanog boga Helija sačinjen u bronci. Pretpostavlja se da je taj lik bio visok 30 do 40 metara, težak sedamdesetak tona, a raširenih nogu stajao je na dva golema kamena postolja iznad ulaza u luku Rodos držeći goruću baklju u ispruženoj ruci.
Odluku da odliju i svoga boga zaštitnika; donijeli su ljudi s Rodosa po predanju poslije njihove pobjede nad makedonskim kraljem Demetrijem Poliorketom što su je izvojevali u IV. stoljeću prije naše ere. Demetrije je dugo vremena opsjedao otok, ali se potom bez uspjeha povukao. Navodno su ljudi s Rodosa ostavljeni materijal iz opsade prodali i utržak upotrijebili da odliju kip.
Taj su rad povjerili kiparu Haru. Prvim je nacrtima započeo godine 291. prije Kristova rođenja.
Dvanaest godina kasnije. oko 270. godine prije Krista,  veliko je djelo bilo dovršeno. Na svom je mjestu stajalo nešto više od pedeset godina: potres je pogodio Rodos i kip Kolosa se srušio u more. Dijelovi golemih nožnih cijevi ostali su stajati na podnožjima.
Godine 653. ostaci kipa su prodani židovskom trgovcu iz Edese koji ih je podijelio u devetsto tovara deva i rastalio na kopnu. Nitko ne zna točno kako je izgledao Kolos, ali "izgled mu je u svakom slučaju morao biti neopisivo odvratan, neukusan, ogavan, pri tom prost u sasvim nedozvoljenoj mjeri" - tako je Willy Haas kritički pribilježio čuvši za namjeru da tu skulpturu u interesu turizma kane ponovno postaviti.